# 湖南东洞庭湖国家级自然保护区
湖南东洞庭湖自然保护区位于中国湖南省岳阳市境内。保护范围为112°43'E-113°15'E，28°59'N-29°38'N，其中核心区2.9万公顷，实验区12.46万公顷，缓冲区3.64万公顷，是“国际湿地公约”收录的由中国政府指定的21个国际重要湿地自然保护区之一。

## 生态环境
该保护区地处亚热带湿润气候区，年平均气温17C°，降水量1200-1300毫升，无霜期285天。。目前，保护区内记录到鱼类114种，水生动物68种，野生水生植物400余种，鸟类316种。其中国家一级保护的有白暨豚、中华鲟、白鲟、白鹤、白头鹤、白鹳、黑鹳、大鸨、中华秋沙鸭、白尾海雕等。

## 历史
- 1982年，经湖南省人民政府批准，建立省级自然保护区，主要保护洞庭湖湿地生态和生物资源。管理机构为东洞庭湖自然保护区管理所。
- 1992年7月31日，加入“国际重要湿地公约”。
- 1995年2月，管理机构更名为湖南东洞庭湖国家级自然保护区管理局（副处级）。
- 1996年，经国务院批准升格为国家级自然保护区。
- 2002年起，开始举办洞庭湖国际观鸟节。

## 现状
近年来，洞庭湖水域持续干旱，高水季节水位大幅低于往年同期降。入冬后，水位提前一个月回落，大面积的滩涂裸露，浅水湖盆迅速枯竭，造成越冬水鸟的栖息地与食源地急剧减少。
自2006年5月起，保护区核心区域实行封闭管理，禁止在核心区内所有水域、洲滩进行狩猎、捕鱼、挖沙、采蒿、植树、割柳、打草、采伐等一切生产经营活动。